# 버디 미싱어

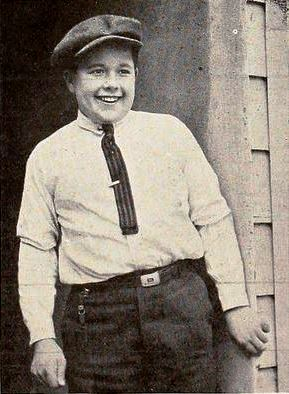

버디 미싱어(Melvin Joseph Messinger, 1907년 10월 26일 ~ 1965년 10월 25일)는 미국의 배우이다.
샌프란시스코에서 태어났으며 로스앤젤레스에서 사망하였다.

## 영화
- 지옥문을 열어라 (1950년)
- 터너바웃 (1940년)
- 훌라벌루 (1940년)
- 앤디 하디 미츠 드뷰탄트 (1940년)
- 바보의 기쁨 (1939년)
- 돌아온 론 레인저 (1939년)
- 콜리지 홀리데이 (1936년)
- 황무지 (1935년)
- 핫 스터프 (1929년)